# لاتا
لاتا (به لاتین: Lata, Solomon Islands) یک زیستگاه انسانی در جزایر سلیمان است که در جزیره نندو واقع شده‌است.

## خصوصیات
لاتا ۵۵۳ نفر جمعیت دارد و ۰ متر بالاتر از سطح دریا واقع شده‌است.